# 凯帕拉区
凯帕拉区（英語：Districts of New Zealand）位于新西兰北部，为北地大区辖区，分为四个区。

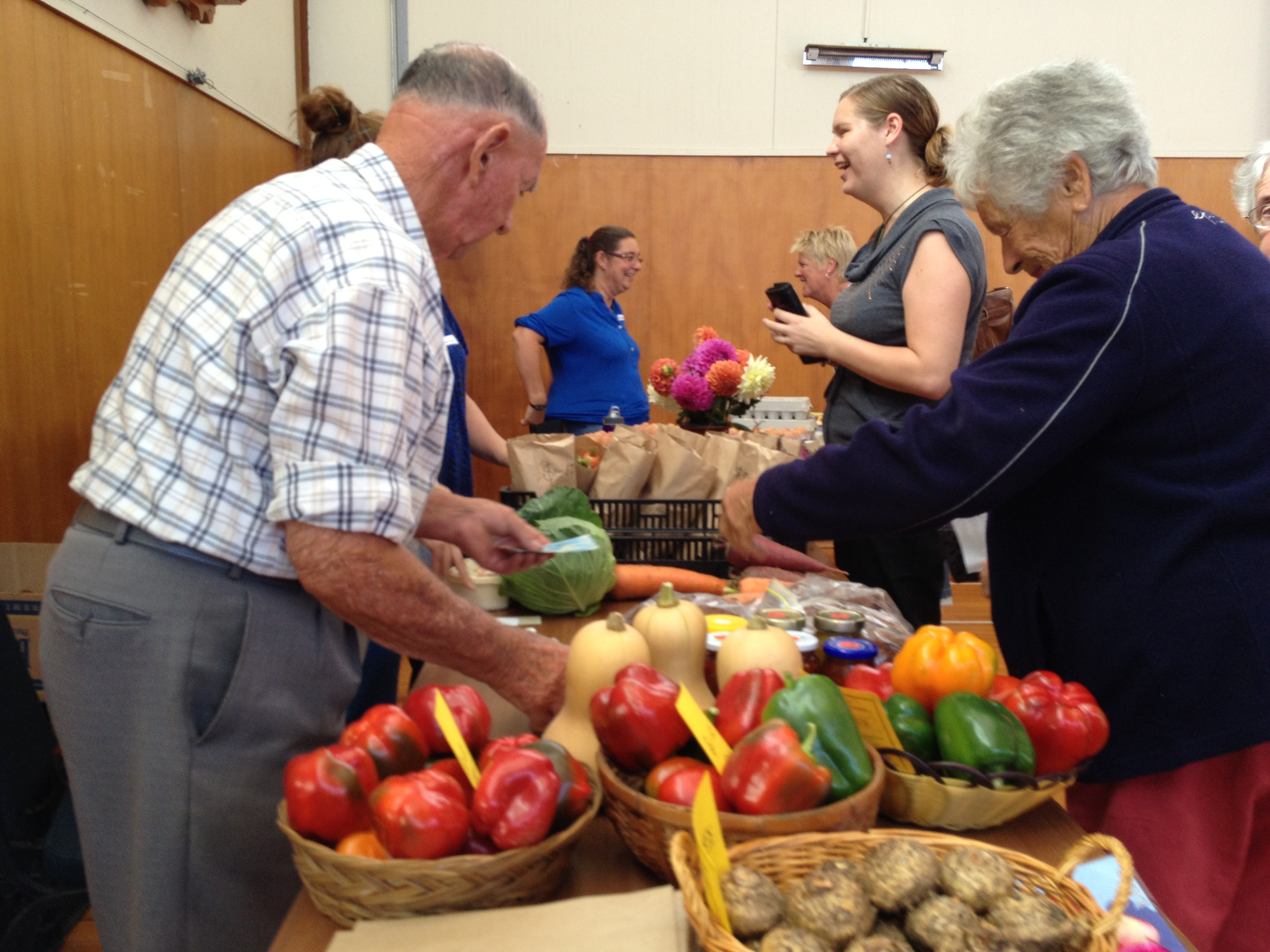
Maungaturoto Markets are held on the 1st Friday of the month.

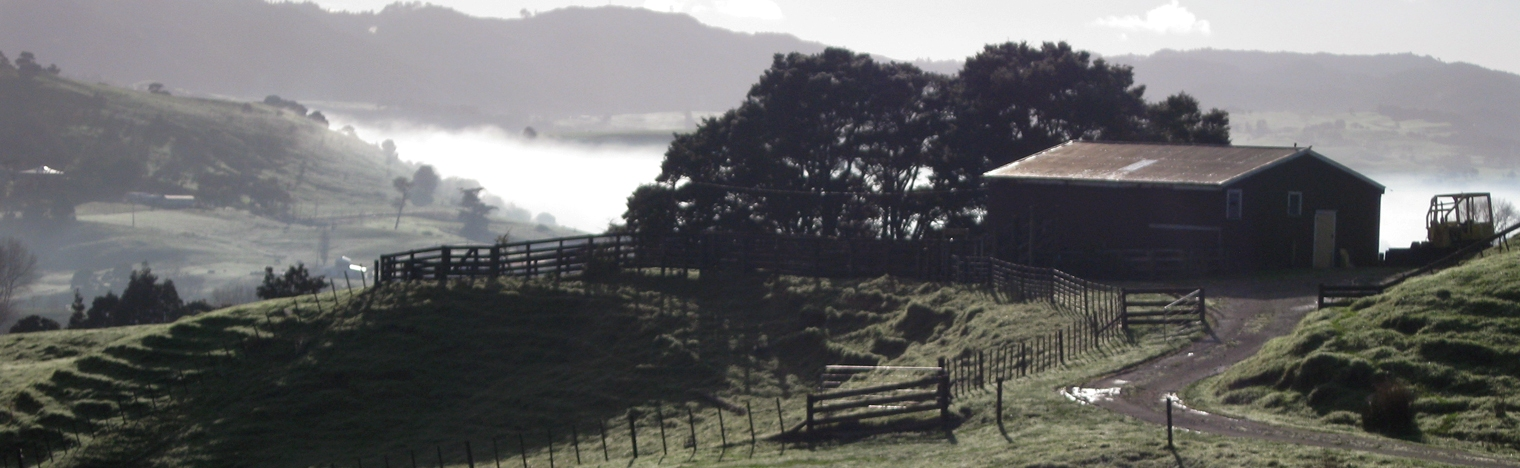
Photo taken from View Road, Maungaturoto

凯帕拉区群山环抱，位于凯帕拉港北岸——一个面向塔斯曼海的大型港口。该港口由凯帕拉区议会、北方大区议会及奥克兰理事会共同管辖。
凯帕拉区无主要的市区中心，但有许多的城镇及村庄。总人口22,500 (2017年6月)，其中大约有4,450人居住在凯帕拉区首府达格维尔。